# 中村妃智
中村妃智（なかむら きさと、1993年1月7日 - ）は、日本の女子トラック自転車選手。千葉県浦安市出身。
千葉経済大学付属高校から日本体育大学体育学部卒業。大学4年生のときにアジア選手権のポイントレースで優勝、世界最高峰の年間大会ワールドカップにも日本代表として初出場。元JPF所属。2020年東京オリンピックでは梶原悠未とのペアでマディソンに出場し、2周の周回遅れのため途中棄権となり13位だった。
2021年12月をもって引退。

## 主な結果
2014年
1位 アジア自転車競技選手権大会ポイントレース
3位 ジャパントラックカップ1ポイントレース
2015年
3位 ジャパントラックカップポイントレース
3位  アジア自転車競技選手権大会チームパシュート（加瀬加奈子、塚越さくら、上野みなみとともに)
2016年
2位  アジア自転車競技選手権大会チームパシュート（梶原悠未、塚越さくら、上野みなみとともに）
2017年
3位 National Track Championshipsポイントレース

## PIST6との関係
中村は現役時代がJPF所属選手であり、千葉競輪場で勤務していた。旧競輪場の閉場以降、PIST6の立ち上げ業務にも携わっている。 開幕後は、TIPSTARのPIST6解説番組のレギュラー解説者として出演している。